# لوون آرونیان
لوون گریگوری آرونیان ارمنی: Լևոն Գրիգորի Արոնյան؛ زاده ۶ اکتبر ۱۹۸۲ در ایروان) شطرنج‌باز اهل ارمنستان که با ریتینگ ۲۷۹۶٬۷ در نوامبر ۲۰۱۴ نفر پنجم رنکینگ برترین شطرنج بازان جهان است. وی در ماه فوریه ۲۰۱۴ ریتینگ ۲۸۳۵٫۵ را کسب کرد که چهارمین ریتینگ برتر تاریخ است.

## زندگی ورزشی
آرونیان در ۹ سالگی شطرنج را آموخت و قهرمانی شطرنج زیر ۱۲ سال و زیر ۲۰ سال جهان را در کارنامه دارد، در سال ۱۹۹۶ در سیزده سالگی استاد بین‌المللی و در سال ۲۰۰۰ استادبزرگ شطرنج شد.
آرونیان در سال ۱۹۹۴ در مسابقات قهرمانی زیر ۱۲ سال شطرنج جهان با امتیاز ۸ از ۹ بالاتر از شطرنج‌بازان بزرگ آینده دنیا روسلان پونوماریف، الکساندر گریشچوک و اتین باکروت قهرمان این رده سنی‌شد.
قهرمانی آرونیان در جام جهانی شطرنج ۲۰۰۵ که بدون شکست در حتی یک بازی به دست آمد. با این پیروزی وی حق شرکت در تورنمنت کاندیداتوری برای قهرمانی جهان ۲۰۰۷ را به دست آورد و در این تورنمنت با پیروزی بر مگنوس کارلسن و الکسی شیروف به این تورنمنت قهرمانی جهان صعود کرد. این آخرین باری بود که قهرمان این رشته در یک تورنمنت مشخص می‌شد اما آرونیان با ۶ امیتاز از ۱۴ بازی موفق نبود و ویسواناتان آناند به مقام قهرمانی این رشته رسید. آرونیان با توجه به ریتینگ بالای خود برای شرکت در تورنمنت کاندیداتوری قهرمانی جهان ۲۰۱۳ انتخاب شده‌است که برای تعیین رقیب آناند در قهرمانی جهان ۲۰۱۴ برگزارمی‌شود.
قهرمانی در تورنمنت شطرنج لینارس ۲۰۰۶ و قهرمانی مشترک تورنمنت کروس ۲۰۷ در کنار تیمور رجبوف و وسلین توپالف و تکرار این قهرمانی در تورنمنت کروس ۲۰۰۸ در کنار مگنوس کارلسن، قهرمانی مشترک تورنمنت رده ۲۱ یادواره تال ۲۰۱۰ به همراه شهریار ممدیاروف و سرگئی کاریاکین و قهرمانی در تورنمنت ۲۰۱۲ ویک آن زی از مهمترین عناوین او بوده‌اند.

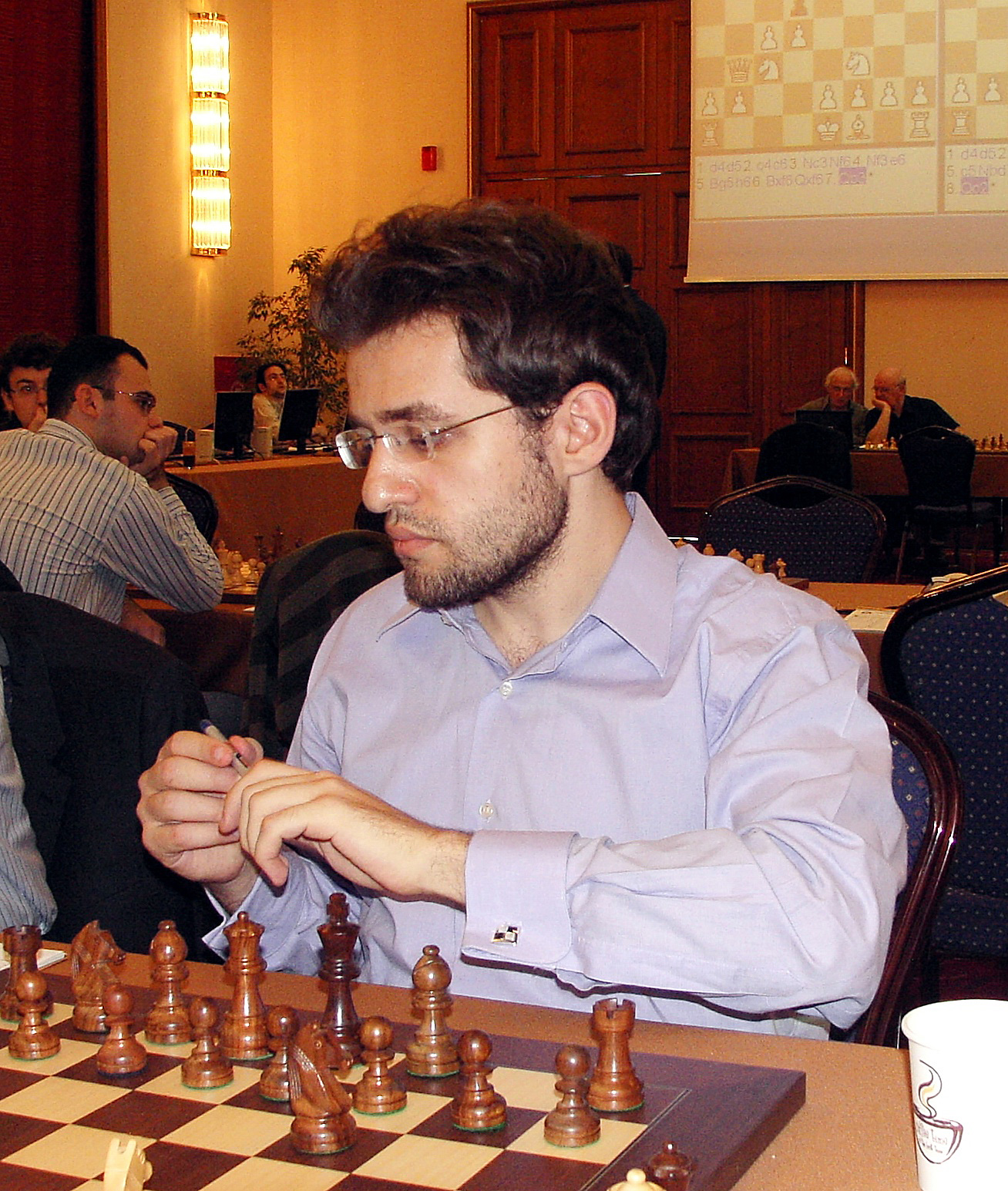
لوون آرونیان در سال ۲۰۱۲

وی به همراه تیم ملی ارمنستان به مدال طلای دو المپیاد شطرنج ۲۰۰۶ و ۲۰۰۸، مدال برنز ۲۰۰۴ و قهرمانی تیمی شطرنج جهان ۲۰۱۱ رسیده‌است و در المپیاد شطرنج ۲۰۱۰ مدال نقره انفرادی میز یک را کسب کرد. آرونیان در سال ۲۰۰۶ با پیروزی بر پیوتر سویدلر در دیدار رویارو قهرمان شطرنج ۹۶۰ جهان شد و تا سال ۲۰۰۹ که مغلوب هیکارو ناکامورا شطرنج باز ژاپنی‌الاصل آمریکا شد این عنوان را در اختیار داشت. آرونیان همچنین از بهترین شطرنج بازان در بازی سریع است وی قهرمان شطرنج سریع جهان ۲۰۰۹ و قهرمانی شطرنج برق‌آسا ۲۰۱۰ را در کارنامه دارد. او همچنین در تورنمنت شطرنج سریع/شطرنج غایب آمبر ۲۰۰۸ با اختلاف ۲٫۵ امتیاز نسبت به نفر دوم به مقام قهرمانی‌رسید.
سبک بازی او از جوانی تاکنون متغیر بوده‌است. در نوجوانی سبکی نسبتاً تهاجمی ولی اکنون بیشتر پوزیسیونی/استراتژیک دارد. با سفید اغلب 1.c4 یا 1.d4 بازی می‌کند. او یکی از متخصصین گامبی مارشال است.
آرونیان در سال ۲۰۰۵ بهترین ورزش‌کار سال ارمنستان شد و در سال ۲۰۰۹ لقب افتخاری استاد ورزش این کشور را دریافت‌کرد. وی همچنین نشان افتخار مسروپ ماشتوتس مقدس و شهروند افتخاری ایروان (۲۰۱۴) را نیز دریافت نموده‌است.
| به‌دلیل برخی مشکلات فنی، نمودارها موقتاً قابل مشاهده نیستند. اطلاعات بیشتر پیرامون این مشکل در فابریکاتور و وبگاه مدیاویکی در دسترس است. | |
| | به‌دلیل برخی مشکلات فنی، نمودارها موقتاً قابل مشاهده نیستند. اطلاعات بیشتر پیرامون این مشکل در فابریکاتور و وبگاه مدیاویکی در دسترس است. |

## زندگی خصوصی
لوون در ۳۰ سپتامبر ۲۰۱۷ با حضور رئیس‌جمهور ارمنستان با آریانه کائویلی ازدواج کرد.